# Berghia stephanieae
Espèce
Synonymes
- Aeolidiella stephanieae Valdés, 2005

Berghia stephanieae (anciennement Aeolidiella stephanieae) est une espèce de petites limaces de mer. C'est un mollusque gastéropode marin de la famille Aeolidiidae.

## Distribution
Cette espèce est endémique des Keys de Floride aux États-Unis. Elle se rencontre en aquarium pour contrôler les invasions d'Aiptasia.

## Publication originale
- Valdés, 2005 : A new species of Aeolidiella Bergh, 1867 (Mollusca, Nudibranchia: Aeolidiidae) from the Florida Keys, USA. The Veliger, vol. 47, p. 218-223.